# Auslasssteuerung

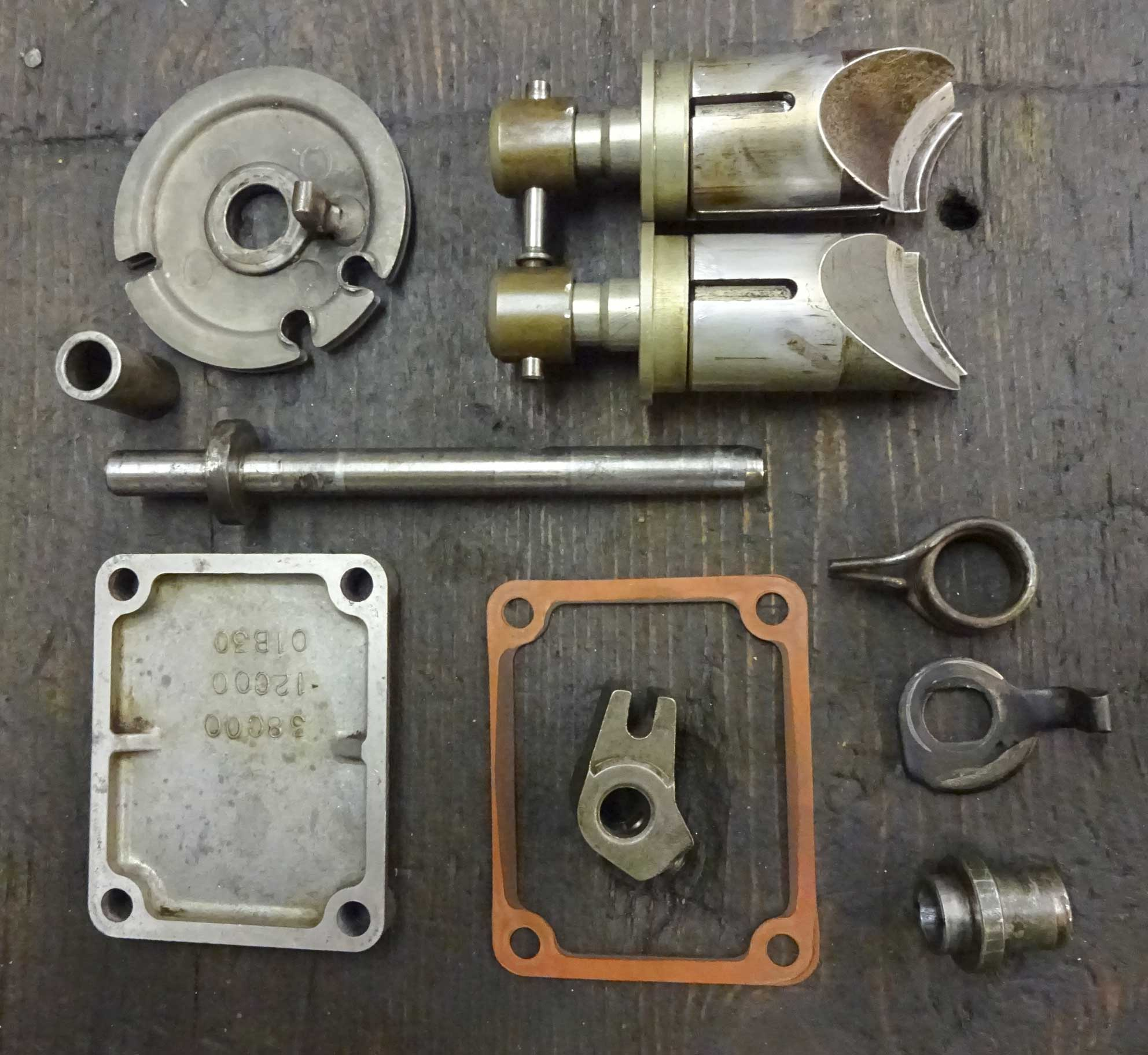
Komplette Auslasssteuerung eines Zylinders der Aprilia RS 250

Eine Auslasssteuerung wird beim Zweitaktmotor eingesetzt, um das Drehzahlband zu verbreitern. Die Resonanzdrehzahl des Motors wird unter anderem bestimmt durch den Vorauslass. Je mehr Vorauslass der Motor besitzt, umso höher ist die Drehzahl, in der der Motor seine Leistung hat. Jedoch büßt man mit einem großen Vorauslass Leistung in unteren Drehzahlen ein. 
Man umgeht dieses Phänomen mit einer Klappe, einem Schieber oder einer Walze, die die Auslasssteuerzeit zur Drehzahl verändert. Diese Elemente werden mechanisch, elektrisch oder mit Hilfe des Abgasdruckes bewegt und vergrößern bei steigender Drehzahl die Auslasssteuerzeit sowie den Querschnitt.